# Guillermo Bonfil Batalla
Guillermo Bonfil Batalla (Ciudad de México, 11 de enero de 1935 -19 de julio de 1991) fue un etnólogo, antropólogo y escritor mexicano egresado de la Escuela Nacional de Antropología e Historia. Fue director del Instituto Nacional de Antropología e Historia, director general de Culturas Populares. Fundó el Museo Nacional de Culturas Populares. A su muerte, se desempeñaba como coordinador nacional del Seminario de Estudios de la Cultura del Consejo Nacional para la Cultura y las Artes (Conaculta).  Para él la investigación etnológica estaba indisolublemente ligada a la transformación de la realidad social. Fue cofundador del Centro de Investigaciones Superiores del INAH, hoy Centro de Investigación y Estudios Superiores en Antropología Social. En su honor la biblioteca de la Escuela Nacional de Antropología e Historia lleva su nombre.

## Formación académica
Se graduó como etnólogo en la Escuela Nacional de Antropología e Historia (1953-1957), se doctoró en la Universidad Nacional Autónoma de México (1963-1967) con la tesis "Modernización y tradicionalismo. Dialéctica del Desarrollo en Cholula de Rivadavia" aprobado con mención honorífica, fue becado por la Organización de los Estados Americanos en Bogotá, Colombia, en el Centro Interamericano de Vivienda y Planeamiento (CINVA) en 1957. 

## Trayectoria profesional
Se desempeñó como jefe del Centro de Bienestar social Urbano de la SSA (1957), publicó la revista Problemas Agrícolas e Industriales de México, coedición de Problemas de México (1958-1959), realizó trabajos de antropología en el Instituto Nacional de Nutrición, México (1960-1963), se desempeñó como antropólogo en el Departamento de Investigaciones Antropológicas del INAH (1962-1968), fue jefe interino de la Oficina Subregional para México, Centroamérica y el Caribe del Centro Latinoamericano de Investigaciones de Ciencias Sociales (1965-1966). A finales de 1970, fue catedrático visitante en el programa de post-graduación en Antropología Social y Museo Nacional, de la Universidad Federal de Río de Janeiro, Brasil.
Ocupó varias cátedras: titular y director de varios Seminarios en la ENAH (1962-1969) y Consejero Técnico de la carrera de Etnología (1967-1968); en esos mismos años también fue catedrático en la Escuela de Antropología y en la Escuela de Pos-graduados de la Universidad Iberoamericana; en la División de Estudios Superiores de la Facultad de Ciencias Políticas y Sociales de la UNAM, y asesor de Antropología de la División Estudios Superiores de la Facultad de Filosofía y Letras de la UNAM (1971-1972); catedrático de la ENA con el curso de Relaciones Interétnicas (1977-1978), del Curso de Maestría de la Facultad Latinoamericana de Ciencias Sociales (FLACSO) (1978)
Fue director del Instituto Nacional de Antropología e Historia de 1972 a 1976 y del Centro de Investigaciones Superiores del INAH (1976-1980); fundador y director del Museo Nacional de Culturas Populares (1981-1985). Titular de la Dirección de Culturas Populares de la SEP. Formó parte de la Sociedad Mexicana de Antropología y de la Academia de Investigación Científica (México), del Consejo Latinoamericano de Ciencias Sociales y del Consejo Mexicano de Ciencias Sociales.  En 1980, participó en el cuarto Tribunal Russell, en Róterdam. En 1986, recibió las Palmas al Mérito Académico en Francia.
Formó parte de la Sociedad Mexicana de Antropología y de la Academia de Investigación Científica (México), del Consejo Latinoamericano de Ciencias Sociales y del Consejo Mexicano de Ciencias Sociales. 
Efectuó trabajos de investigación de campo vinculados con problemas de nutrición, vivienda, organización religiosa, comercio, identidad, relaciones interétnicas y desarrollo económico en comunidades rurales y zonas indígenas en Cholula, Puebla, y en la región de Cuautla-Amecameca-Chalco, entre otros estados de la República además de Colombia.

## Lo indígena
Bonfil Batalla cuestionó aquella antropología cuyo único campo de estudio es la comunidad indígena o la etnia en el mejor de los casos una región, dejando de lado el análisis estructural de la sociedad global, pues no tomaba en cuenta que la explotación directa de los indígenas fue esencial para la economía colonial y las metrópolis, luego pasó a ser ejercida mediante vicarios del sistema capitalista internacional. En la mayoría de los casos no se produjo aislamiento ni autonomía, sino sujeción vicarial, que conduce a la expansión de la sociedad dominante que acosa a las comunidades indígenas, devora su territorio y lleva a la quiebra y desaparición de más pueblos indígenas.[cita requerida]
Por lo tanto, consideró que la categoría de indígena es supraétnica y no denota ningún contenido específico de los grupos determinados que abarca, sino una particular relación, entre ellos y otros sectores del sistema social global, del que los indios forman parte. La categoría de indígena "denota la condición de colonizado y hace referencia necesaria a la relación colonial".[cita requerida]
En vez de un indigenismo que pretende "salvar al indio de sí mismo", Bonfil (1982) propuso el proceso de etnodesarrollo como alternativa a la integración y al desarrollismo. Las organizaciones indígenas han ido asumiendo decididamente reivindicaciones de autonomía y autodeterminación y la diversidad cultural ha empezado a ser reconocida como riqueza por los Estados y sociedades, de manera que el indigenismo etnocentrista ha cedido campo al pluricentrismo y el reconocimiento de la diversidad, aunque es una lucha viva del siglo XXI.

## Teoría del control cultural
"(...) a lo largo de los años pisando milpas y escuchando músicas y cantos en lenguas, explorando el maíz en el paladar y el pensamiento, conociendo las raíces verdaderas de los pueblos, (Guillermo Bonfil Batalla) comprendió lo suficiente como para postular, con gran precisión, la idea de una "civilización negada" pero viva, una auténtica civilización, diferente de la no europea, característica de toda América. Una construcción humana vasta como otras grandes civilizaciones milenarias, no desaparecida pero sí enterrada: el México profundo."

El control cultural es una forma de control social en que se afecta la capacidad de decisión sobre los elementos culturales. El control cultural, por eso, no es absoluto ni abstracto, sino histórico. Aunque existen diversos grados y niveles posibles en la capacidad de decisión, el control cultural no sólo implica la capacidad social de usar un determinado elemento cultural, sino –lo que es más importante aún– la capacidad de producirlo y reproducirlo.[cita requerida]
Una sociedad puede tener, según el momento histórico de su desarrollo, una cultura de resistencia, una cultura de innovación o una cultura de apropiación, y estos tres momentos dependen del grado de control de los elementos culturales que tenga una sociedad, ya sean propios o ajenos. Las decisiones propias dan como resultado, con elementos propios, culturas autónomas y con elementos ajenos, culturas apropiadas; las decisiones impuestas generan culturas enajenadas con elementos propios o culturas impuestas con elementos ajenos. Desde la autonomía es posible construir la cultura de la pluralidad, un espacio donde se admitan y se valoren las diferencias. En situaciones de dominación colonial, es decir, cuando la relación entre grupos con culturas diferentes es una relación asimétrica, de dominación / subordinación, será posible distinguir, en la cultura del grupo subalterno, la presencia de elementos culturales que corresponden a cada uno de los cuatro ámbitos o categorías de cultura.[cita requerida]

## México profundo(1987)
"(El indio) es una categoría colonial, aplicada indiscriminadamente a quien no era español. No se reconoce una vinculación histórica, una continuidad. Se piensa que murió asesinado –para unos– o redimido –para otros–. Sin embargo, son culturas que atraviesan procesos de resistencia, apropiación e innovación para sobrevivir."

En su obra cumbre México profundo, una civilización negada, señaló la permanencia de una civilización que el colonialismo quiso dar por erradicada y sostuvo que existen simbólicamente dos Méxicos: uno "profundo", que hunde sus raíces en una milenaria civilización, que le ha dado un rostro propio y un corazón verdadero al pueblo, de una manera definitiva e imborrable, y otro "imaginario". Lo llama así, no porque no exista, sino porque su proyecto es imaginario, en tanto toma sus inspiraciones en lejanas tierras, con disímbolas culturas, todas ajenas a la propia. La historia reciente de México, la de los últimos 500 años, es la historia del enfrentamiento permanente entre quienes pretenden encauzar el país en el proyecto de la civilización occidental y quienes resisten arraigados en formas de vida de estirpe mesoamericana.[cita requerida]
La presencia de las culturas indígenas es, en algunos aspectos, tan cotidiana y omnipresente que rara vez se repara en su significado profundo y en el largo proceso histórico que hizo posible su presencia en sectores sociales que asumen hoy una identidad no india. En el fondo de su ser, los mexicanos (y los latinoamericanos) son indígenas; la sociedad mestiza tiene que reconocerse a sí misma como indígena, en lo filosófico, en lo ontológico y fundamentalmente en lo espiritual. El sistema está en crisis. Según Bonfil, el papel de los pueblos indígenas en el escenario mexicano (y latinoamericano) es definitivo, y serán parte importante en la conformación de una nueva sociedad.[cita requerida]

## Obra

### Libros
- Diagnóstico sobre el hambre en Sudzal, Yucatán
- México profundo. Una civilización negada
- Pensar nuestra cultura
- Utopía y revolución
- Cholula: La ciudad sagrada en la era industrial
- México hoy
- El desafío de México
- Simbiosis de culturas

### Documentales
Los amuzgos (1962)
Él es Dios (1965)

## Artículo
Fue autor de un memorable artículo etnográfico: "Los que trabajan con el tiempo. Notas etnográficas sobre los graniceros de la Sierra Nevada de México".